# Lotus junceus
Lotus junceus là một loài thuộc họ Đậu có tên thông dụng là rush deervetch. Nó là loài đặc hữu của California.